# Memorial Krivtsovsky
O Memorial Krivtsovsky é um Complexo Memorial constituído por vários monumentos à Grande Guerra Patriótica, localizado em Volkhov, na região de Oriol, em memória das batalhas contra os invasores nazistas ocorridas entre o Outono de 1941 e o verão de 1943 no "Vale da Morte", nome dado ao vale dos rios Oka e Zusha na área situada entre Volkhov e Novosil.

## História
A 16 de Setembro de 1970, em uma colina de Krivtsovsky perto da aldeia do mesmo nome, o memorial foi inaugurado em uma cerimonia solene. O Complexo Memorial é constituído por duas partes: o monumento aos soldados caídos e a área das cerimonias fúnebres.
A "Grande Pirâmide", fica ao lado de um bosque de bétulas e é constituído por uma pirâmide de concreto com 15 metros de altura, em frente da qual se encontra um soldado. Em uma das faces da pirâmide está esculpido um "Réquiem", de R. Rozhdestvensky: Povo! / Enquanto o coração bater - / Lembrem-se! / Qual é o preço / da felicidade, - / Por favor Lembrem-se! 
Em frente ao monumento encontra-se um caminho que leva à praça de cerimónias fúnebres, uma área rectangular situada no bosque de bétulas, onde existem duas sepulturas: uma pequena, com o comprimento de 23m e uma grande com 100m, ao fim das quais se encontra uma estátua, com indicação das unidades militares que lutaram na batalha. 
Ao pé está outro monumento a "Eterna chama da glória", um obelisco de 9 metros de altura onde em 29 de Julho de 1973, o Major-General aposentado P.M. Davydov acendeu uma chama em memória dos mortos. 
Em 5 de maio de 2000 foi inaugurado o monumento "Mãe angustiada", uma Cruz Ortodoxa com uma mulher na sua base. 
No local também se encontram inúmeras valas comuns onde segundo algumas fontes mais radicais estarão sepultadas mais de 20 mil pessoas, no entanto, pesquisas arqueológicas levadas a cabo em 2007 apenas encontraram até ao momento os restos mortais de 641 soldados.
Os autores do projecto foram o arquitecto S.I. Fedorov o escultor V.P. Basarov e o artista plástico L.I. Kurnakov.

## Referencias
1. 1 2 3  «Кривцовский мемориал в "Долине смерти" :: Геокэшинг ::». geocaching.su. Consultado em 4 de novembro de 2021